# Mausoléu de Mao Tsé-Tung

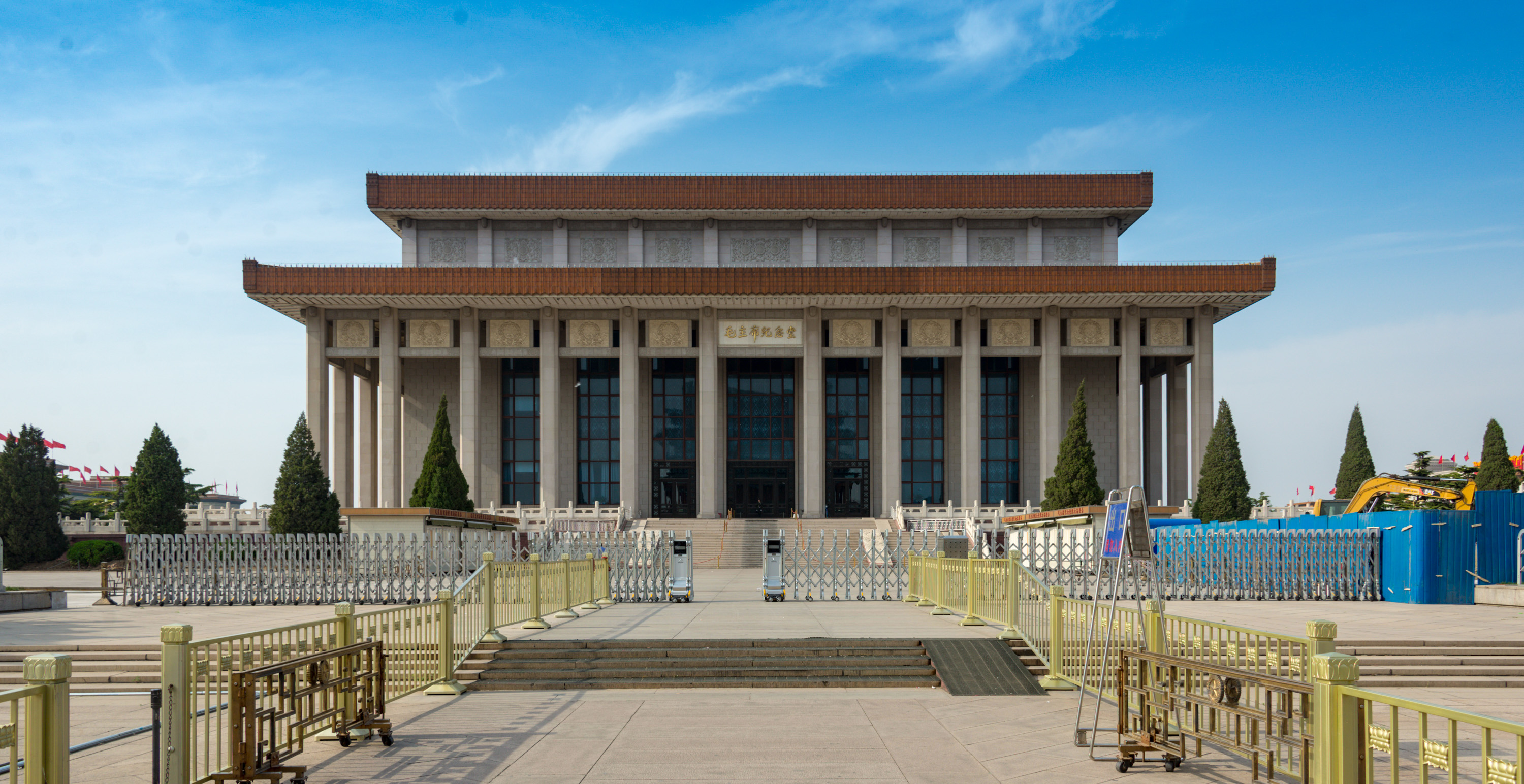
O Edifício do Mausóleu de Mao Tsé-Tung.

O Salão e Memorial do Presidente Mao (em chinês tradicional: 毛主席纪念堂; em pīnyīn: Mao Zhǔxí Jìniàntáng), vulgarmente conhecido como o Mausoléu de Mao Tsé-Tung, ou simplesmente O Mausoléu, é o edíficio em que se encontra o corpo do Presidente da República Popular da China Mao Tsé-Tung. Embora Mao desejasse ser cremado, seu corpo foi embalsamado, e foi construído um mausoléu para abrigá-lo pouco depois de sua morte. Esta atração muito popular está localizada no centro da Praça Tiannamen, em Pequim. Neste local anteriormente se situava a Porta da China, a sul do (principal) portão da Cidade Imperial durante as dinastias Ming e Qing. 
O corpo de Mao está em um caixão de cristal para exibição pública, todos os dias centenas de pessoas vêem o ex-presidente, muitos compram flores em homenagem a ele (que podem ser alugadas na entrada no lado norte). Existe uma loja de souvenir na saída do lado sul.

## Construção

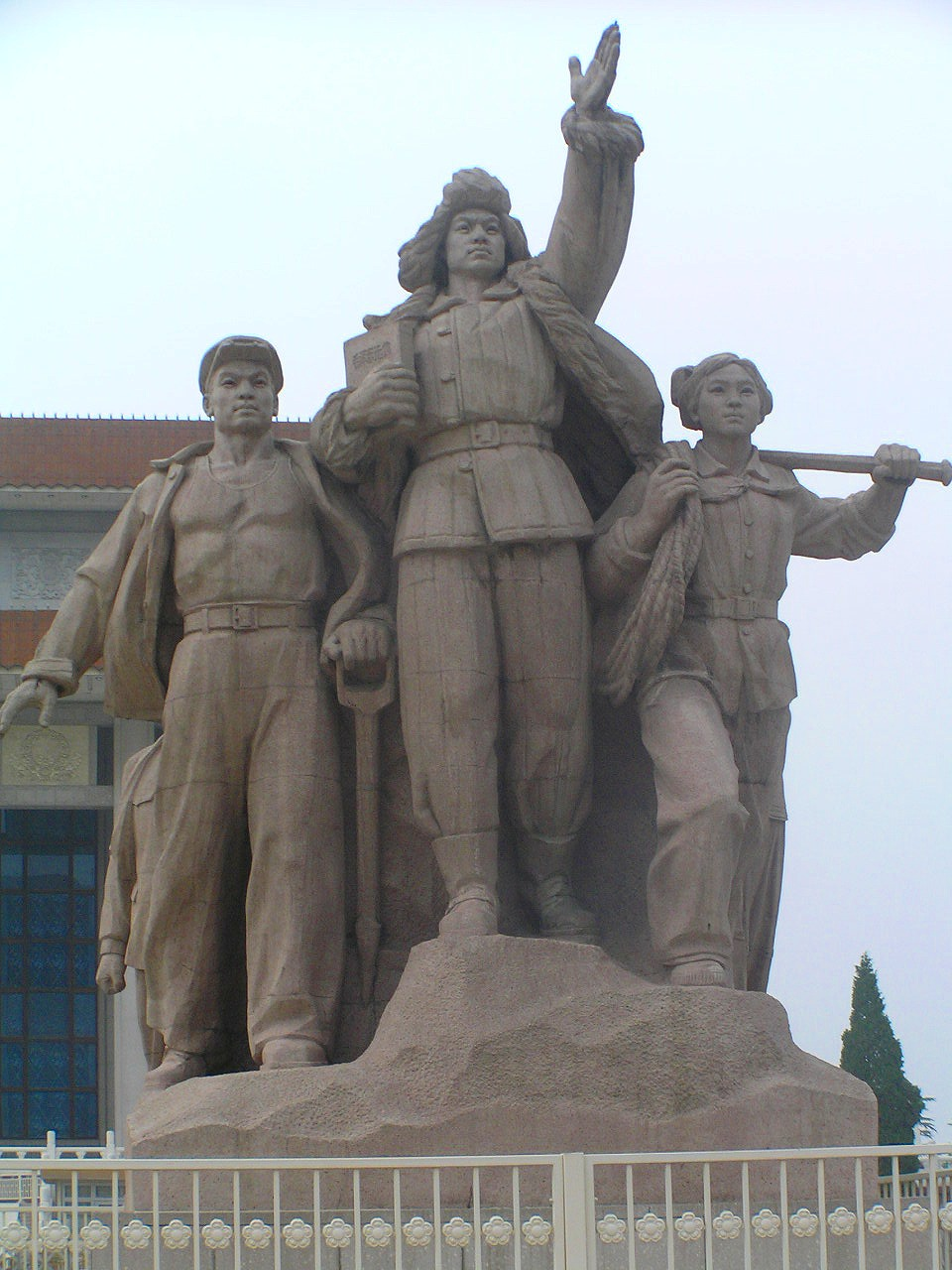
Estátuas em frente ao Mausoléu.

O mausoléu foi construído logo após a morte de Mao (9 de setembro de 1976). A cerimónia teve lugar em 24 de novembro de 1976, e o mausoléu foi concluído em 24 de maio de 1977. Hua Guofeng, que supervisionou o projeto do mausoléu, tem o seu nome escrito no local. 
Segundo a China pictórico, as pessoas de toda a China construíram o mausoléu. Material de toda a China foi utilizado para a construção: granito da Província de Sichuan, pratos de porcelana da Província de Guangdong, pinheiros de Yan'an, da Província de Shaanxi, ávores das Montanhas de Tian Shan na Região Autónoma de Xinjiang, quartzo leitoso das Montanhas Kunlun, pinhos da Prinvíncia de Jiangxi, rochas e amostras do Monte Everest e etc. Água e areia do Estreito de Taiwan também foram utilizadas para enfatizar simbolicamente as reclamações da República Popular da China sobre Taiwan. 700.000 pessoas de diferentes províncias, regiões autónomas, e nacionalidades fizeram trabalho voluntário.  Foi fechada para renovações de 9 meses e reaberto em 20 de setembro de 2007.

## Corpo de Mao
Após a morte de Mao, a China não possuía as tecnologias necessárias de embalsamento para preservar o corpo de Mao para exibição publica. Sendo que foi impossível para a China obter estas tecnologias da União Soviética, devido ao confronto entre os dois países para definir o líder do bloco comunista, a China então pediu a ajuda do Vietnam, que possuía relações comerciais com a União Soviética e cujo corpo de Ho Chi Minh foi preservado para demonstração pública em um mausoléu (também contra seu último desejo). Provavelmente devido à gratidão pelo apoio chinês durante a Guerra do Vietnam, este passou a experiência adquirida com a União Soviética. O corpo de Mao é exposto por no máximo algumas horas por dia - com mais restrições durante o verão.

### Caixão de cristal
Embora o embalsamento do corpo tenha sido resolvido pela aprendizagem com o Vietnã, também há o problema do caixão de cristal em que o corpo devia ficar, o caixão de cristal de Ho Chi Minh foi diretamente fornecido pela União Soviética, portanto o Vietnam não poderia passar o conhecimento da fabricação do caixão para a China. Como resultado, a China foi forçada a desenvolver o caixão no seu país, o que provou ser uma tarefa difícil. 
A primeira tentativa de solução para a exibição do corpo de Mao era a utilização do caixão de cristal que a URSS tinha fornecido para Sun Yat-sen, que morreu em 1925, o que provou ser inviável, porque o tamanho do caixão de Sun (1,75 metros), não era suficiente para os 1,80 metros de altura de Mao. Além disso, como os soviéticos só tinham feito a cobertura de cristal, com os lados e o fundo de aço com níquel em placas, o visitante teria sido forçado a olhar para baixo do corpo de Mao de uma forma que foi considerada inaceitável pelas autoridades. Após secretamente utilizar diversas fábricas para fabricar o cristal de quartzo do caixão do cristal, e a contribuição de diversos engenheiros chineses, o caixão foi concluído no final de 1976.

## Visitas
Os familiares sobreviventes de Mao visitam o mausoléu de Mao anualmente no seu aniversário. Contudo, de acordo com algumas publicações, a neta de Mao, Kong Dongmei (孔东梅), sua filha Li Min (李敏), e sua ex-mulher He Zizhen (贺子珍) inicialmente teriam sido proibidas de visitar o mausoléu, por razões que nunca foram explicadas pelo governo chinês. Quase dois milhões de pessoas já visitaram o mausoléu.

## Controvérsia
Uma reforma no Mausóleu em 1979, tem revelado que o trabalho voluntário foi, na realidade, uma fachada propagandística, sendo considerado por alguns uma perda de tempo e outros recursos, porque uma parte significativa do trabalho voluntário tratava-se de uma cadeia humana que passava tijolos de uma ponta à outra, e no dia seguinte, um grupo diferente formava uma fila e repetiam sempre a mesma tarefa, sendo que os tijolos foram transportados de onde estavam para o local original e assim sucessivamente onde o trabalho real para ajudar na construção nunca foi feito. Como resultado, a construção do mausoléu de Mao custou (números de 1977) dez vezes mais do que a do Grande Salão do Povo (construído em 1959). Esse desperdício de recursos foi utilizado pelos reformistas do partido comunista para criticar Hua Guofeng e seus seguidores, mas quando os reformadores consolidaram, após Hua Guofeng ter sido removido, uma discussão mais aprofundada sobre este delicado assunto foi proibido.

## Tentativas de vandalismo
A Segurança do mausoléu tem aumentado constantemente desde a sua conclusão, devido às tentativas esporádicas de vandalismo. O governo chinês admite que os guardas já frustraram com sucesso duas tentativas de vandalismo, ambas foram realizadas por um homem agindo sozinho, e ambos os envolvidos tentaram usar explosivos. Em um caso, os guardas descobriram as granadas de mão nos bolsos do vandalo, enquanto no outro, os guardas descobriram que o vândalo continha dinamite.